# دفتر خاطرات جنوبگان
دفتر خاطرات جنوبگان (انگلیسی: Antarctic Journal؛‏ کره‌ای: 남극일기) فیلمی در ژانر ترسناک روانشناختی و بقا محصول سال ۲۰۰۵ کره جنوبی
است. این فیلم نخستین فیلم بلند کارگردان ایم پیل سونگ و ترکیبی از عناصر دلهره‌آور روان‌شناختی و فیلم‌های ترسناک کلاسیک است و سختی‌هایی را که یک تیم اکتشافی مدرن کره‌ای در تلاش برای رسیدن به قطب دست‌نیافتنی سرزمین جنوبگان با آن مواجه می‌شود، به نمایش می‌گذارد. فیلم قبل از اکران به دلیل بودجه بالا (بیش از ۶٫۵ میلیون دلار آمریکا) و بازیگران مشهورش توجه زیادی جلب کرد، اما در گیشه نتواست موفقیت چشمگیری کسب کند.